# Championnat NCAA de crosse
Le Championnat NCAA de crosse masculin est un ensemble de championnats de crosse organisées par la National Collegiate Athletic Association, association sportive universitaire américaine. La compétition est divisée en trois divisions. Le premier championnat a eu lieu durant la saison 1971. L'équipe tenant du titre en 2021 en première division est l'équipe des Cavaliers de la Virginie.